# Scholtzia
Scholtzia é um género botânico pertencente à família Myrtaceae.

## Espécies[1]
- Scholtzia capitata Benth.
- Scholtzia ciliata F.Muell.
- Scholtzia drummondii Benth.
- Scholtzia eatoniana C.A.Gardner
- Scholtzia involucrata (Endl.) Druce - Spiked Scholtzia
- Scholtzia laxiflora Benth.
- Scholtzia leptantha Benth.
- Scholtzia oligandra Benth.  - Pink Scholtzia
- Scholtzia parviflora F.Muell.
- Scholtzia spatulata (Turcz.) Benth.
- Scholtzia teretifolia Benth.
- Scholtzia uberiflora F.Muell.
- Scholtzia umbellifera F.Muell.